# وویکووتسی
وویکووتسی (به صربی: Vojkovci) یک منطقهٔ مسکونی در صربستان است که در توپولا واقع شده‌است. وویکووتسی ۲۷۸ نفر جمعیت دارد.